# Mu Online
Mu Online: Continent of Legend, Global Mu Online o simplemente GMO, es un videojuego del género MMORPG de aventura medieval en 3D desarrollado por Webzen Inc. en Asia-Corea. Está inspirado en la leyenda y libro del escritor británico James Churchward "The Lost Continent of Mu"; influenciado por la mitología medieval. Como en la mayoría de los ARPG el objetivo es alcanzar el mayor nivel posible con un personaje creado y formado por el jugador. En particular, Mu es reconocido por su gran cantidad de aficionados. También en el juego hay un gran uso del lenguaje chat, abreviaciones o de acrónimos, utilizados generalmente para denominar contenido del juego como: razas (Dark Knight como "DK)", modos de juego (Party como "PT"), lugares en el mundo (Lost Tower como: "LT"), etc. En Mu online el objetivo es alcanzar el máximo nivel el cual es 400, pero después del nivel 400 se puede subir el   (Master Level) a 1300, dando un total de nivel 1700 (Season 20).
En la mayoría de los servidores privados se implementa la opción de "reset" que implica la pérdida total de los niveles pero manteniendo el equipamiento, habilidades aprendidas y los puntos estadísticos, pero al hacer eso los puntos de estatus van aumentando considerablemente a medida que un personaje logre hacer más reseteos del mismo.

## Mapas
Los mapas del juego están inspirados en el continente perdido de Mu del escritor James Churchward, la mayoría posee una ciudad como punto de partida para los jugadores como punto neutral.
- Arena (Con monstruos solo en servidores privados) en el Mu de Webzen[3] se usa solamente para el Battle Soccer y para comprar)
- Lorencia
- Loren Market (Ciudad para comerciar (comprar store de gente o vender)
- Event Square (Ciudad para entrar a los eventos del juego con todos los npc de los respectivos eventos reunidos)
- Noria
- Devias (1 al 3)
- Elveland (1 al 3)
- Dungeon (1 al 3)
- Lost Tower (1 al 7)
- Atlans (1 al 3)
- Tarkan (1 al 2)
- Aida (1 al 2)
- Icarus
- Kanturu Ruins (1 al 3)
- Kanturu Remain (Se puede entrar a la Refinery Tower usando la  Máquina de puerta de enlace ubicada en las coordenadas (140,186).
- Land of Trials
- Valley of Loren
- Crywolf
- La Cleon
- Swamp of Peace
- Barracks of Balgass
- Vulcanus
- Loren Market
- Karutan
- Acheron
- Ferea
- Nixies Lakes (Añadido en la Temporada 12 Episodio 1).
- Deep Dungeon (1 al 5)
- Swamp of Darkness
- Cubera Mines
- Atlans Abyss (1 al 3)
- Scorched Canyon
- Scarlet Icarus. (Añadido en la Temporada 16 Episodio 1).
- Arnil Temple. (Añadido en la Temporada 16 Episodio 1)
- Ashen Aida.  (Añadido en la Temporada 17 Episodio 1)
- Blaze Kethotum.  (Añadido en la Temporada 17 Episodio 2)
- Kanturu Underground.  (Añadido en la Temporada 17 Episodio 2)
- Ignis Volcano (Añadido en la Temporada 18 Episodio 1)
- Bloody Tarkan (Añadido en la Temporada 18 Episodio 1)
- Tormenta Island (Añadido en la Temporada 19 Episodio 1)
- Kardamahal Underground Temple (Añadido en la temporada 20 Episodio 1)

## Personajes
El juego tiene tres personajes básicos: "Dark Knight","Dark Wizard" y "Fairy Elf". Además, adquiriendo vía shop "in-game", se desbloquea a "Summoner", "Rage Fighter", "Grow Lancer", "Rune Wizard", “Slayer”, ”Gun Crasher, “White Wizard: Kundum Memphis”, “Wizard: Lemuria, “Illusion Knight: Jacquard” y el personaje más reciente “Alchemist”, más dos personajes avanzados que tienen características múltiples y en los cuales se debe tener un nivel determinado con algún personaje básico para poder obtenerlos. Estos son: "Magic Gladiator" y "Dark Lord". Cada personaje básico tiene 3 evoluciones. 
En nivel 150 realiza la primera quest llamada “Evolución de Clase”, en nivel 220 realizan la segunda quest llamada “Estatus de Héroe”,  en nivel 400 se realiza la tercera quest llamada “Evolución Maestra” , la cuarta quest “Zona de Calificación” se realizan en nivel 800. 
Los personajes especiales tienen solamente 2 evoluciones. 
Para poder «evolucionar» se deben completar quests, que son misiones de encontrar objetos y matar cierta cantidad de criaturas.

## Eventos Principales
- Blood Castle 1-8
- Devil Square 1-7
- Chaos Castle 1-7
- Illusion Temple 1-7
- Castle Siege “Guerra de Clanes” (Se realiza solo los domingos)
- Kalima 1-9
- Doppelganger

Evento Castle Siege: En la boca de Valley of Loren, se encuentra el altar de la corona de Lorencia, en cual ciertos valerosos se deciden entrar al Castillo de Loren para arrebatar la dichosa corona y gobernar desde el trono el continente, pero no solamente uno va querer conquistar el imperio, ya que en cada servidor de hay Familias representadas en Duprian y Valiants, así nace la lucha entre las familias para gobernar. Cada representante de los Guilds (Master Guild) reúne a su ejército cada un lapso de 2 semanas miembros del Guild, y se reúnen a pelear con las diferentes Familias o sea el caso diferente Guilds, durante 2 horas, la lucha llegara a su fin, y concederá el trono al más glorioso de la lucha; dando así las puertas de "Lands of Trials" y así poder derrotar al Erohim, un boss no tan débil que esperara a los aventureros al final de L.O.T, el evento se torna importancia, ya sea por el reconocimiento de signo de importancia contra los demás guilds o por la entrada a L.O.T ya que se encuentra un tipo de monstruos especiales por sea el Drop que botan; con cualidades unicas.

## Evoluciones
Personajes con sus respectivas evoluciones:
- Dark Knight → Blade Knight → Blade Master →  Dragon Knight
- Dark Wizard → Soul Master → Grand Master → Soul Wizard
- Fairy Elf → Muse Elf → High Elf →   Noble Elf
- Magic Gladiator → Duel Master → Magic Knight
- Dark Lord → Lord Emperor → Empire Lord
- Summoner → Bloody Summoner → Dimension Master → Dimension Summoner
- Rage Fighter → Fist Master → Fist Blazer
- Grow Lancer → Mirage Lancer → Shining Lancer
- Rune Wizard → Rune Spell Master → Grand Rune Master → Majestic Rune Wizard
- Slayer  → Royal Slayer → Master Slayer → Slaughterer
- Gun Crasher   → Gun Breaker   → Master Gun Breaker   → Hightest Gun Crasher
- White Wizard: Kundum Memphis → Light Master → Shine Wizard → Luminous Wizard
- Wizard: Lemuria → Warmage → Arcmage → Mist Mage
- Illusion Knight: Jacquard → Mirage Knight → Illusion Master → Mystic Knight
- Alchemist / Alchemic Magical → Alchemic Master → Alchemic Force → Creator

## Economía en el juego
Mu Online: Continent of Legend, obtiene una cierta economía básica y fundamental de los juegos que se basan en ser MMORPG para las evoluciones de objetos, ya sean armaduras, alas, consumibles, mascotas, etc..  Existe también diferentes formas de "Tradeo", comerciar con otro jugador con la opción de trade la cual es en tiempo real o "Private Shop" (común); basado en tiendas in-game mediante "Afk" (Away From Keyboard en español: "Lejos del teclado") la private shop es una tienda que cada jugador puede poner con una inmensa variedad de items o joyas,tu puedes tener una private shop propia o comprar en las private shops
de los otros jugadores.

### Moneda
Ahora veremos los diferentes tipos de monedas y formas de mercadeo en el juego.
Joyas: Las diferentes formas de cambiar un ítem en el juego es por el tradeo de diferentes tipos de joyas (Frecuentemente utilizado)  "Jewel of Soul", "Jewel of Bless" y "Jewel of Chaos". Estas joyas tienen una importancia en el juego, ya que son las base para subir el nivel de los objetos tales como Armamento, Espadas, Alas, Escudos y la curación de mascotas (Existen muchos otros tipos de joyas utilizadas para otras cosas).
Zen: es la moneda más básica que hay en el juego. Su utilización es principalmente en el uso de las tiendas NPC donde se puede comprar pociones de vida, mana, orbs iniciales, pergaminos, armamento básico, entre otros. También el uso del zen sirve para poder viajar de un mapa a otro, incrementando la cantidad respecto a dificultad y nivel.
Ruud: es la moneda para comprar skills,armas y armaduras ruud.
Goblin Points:  es una moneda la cual se obtiene pagando dinero real,es utilizada dentro de la tienda del juego presionando la tecla X,para comprar objetos ofrecidos por Webzen o el servidor privado de mu que juegues.
W Coins: es una moneda la cual se obtiene pagando dinero real,es utilizada dentro de la tienda del juego presionando la tecla X,para comprar objetos ofrecidos por Webzen o el servidor privado de mu que juegues.
Moneda Comercial: El uso del mercado negro (comerciar fuera del juego) es totalmente ilegal en el juego oficial y es penado con la suspensión de la cuenta.

## En torno al juego

### Maquina Chaos
Es una máquina situada en la ciudad de Noria, al lado de la entrada al Devil Square, en esta máquina se hacen combinaciones para mejorar ítems, hacer las invitaciones a los eventos, hacer alas de todos los niveles,crear mascotas y muchas otras cosas muy necesarias en Mu. Su nombre se debe a que todas las combinaciones que se hacen en ella incluyen un chaos.

### El crack del "Dupeo"
El crack del dupeo o solamente "Dupe" (items dupe); Consiste en la clonación de objetos dentro del juego, tuvo su origen en la Temporada 4 y fue corregido en la Temporada 5.
Un grupo de Crackers con origen brasileño y filipinos, aprovecharon ciertos errores de programación de juego y así obtuvieron una cantidad desorbitada de joyas clonándolas para luego venderlas a un precio irrisorio. Esto ocasiono la baja excesiva de los precios; derrumbado el mercado, y así ocasionando gran perdida de dinero virtual y real. La gente que gasto dinero real comprando “W coin” para tener las joyas de forma instantánea, se sintió muy estafada,ya que los crackers las obtuvieron gratis, por lo cual prefirieron irse del juego.
Debido a las bastantes quejas, Webzen decidió tomar cartas en el asunto y hacer rondas de baneos masivos cerrando muchas cuentas de crackers. Tras las quejas de los famosos W coin, comprados por jugadores, Webzen le reembolso el dinero a quienes las habían comprado,ocasionandole a la empresa una gran perdida de dinero.

### Servidores Privados
En 2005 los archivos (files) de Mu fueron vendidos y luego filtrados, dando origen a los servidores privados, de los cuales hay cientos, quizás miles, los cuales cuentan con muchos jugadores activos. Cada mes se crean nuevos servidores de Mu,además muchos cuentan con la opción de donar,para obtener sets y objetos directamente (tradeados por el admin del server) o W coin/Goblin points,para intercambiarlos por ítems en la shop del juego,la cual se abre con la tecla X.

### Dupeo Glitch Lapidary Stone Maquina Chaos
El 9 de septiembre del año 2023 mediante el uso de la máquina chaos,la gente pudo clonar lapidary stones y más tarde pudieron también dupear distintos ítems del juego,provocandole a la empresa webzen grandes pérdidas, tras lo cual realizaron un comunicado a través de su página web antes de realizar baneos masivos. La clonacion de objetos arruinó el mercado del juego ya que mucha gente compra objetos con dinero real pagandole directamente a webzen o invirtiendo el dinero para poder conseguir objegos a través de su tiempo jugando y comerciando con otra gente,por este motivo es un hecho muy grave el caso de dupeo ya que arruina totalmente el comercio y mercado de este videojuego en línea.

## Servidores
Global                  
- Helheim
- Alfheim
- Midgard
- Arcadia
- Fresei
- Nidavellir (New)

SEA
- Noatum
- Jotunhein
- Niflheim

## Secuelas
- Mu Legend fue lanzado en agosto del 2018 gratis en Steam via Valofe
- MU Origin fue lanzado en 2016[6]
- MU Origin 2 fue lanzado en mayo de 2022 en Google Play, con versiones subidas por GameNow[7] y Webzen[8]
- MU Origin 3 fue lanzado en junio de 2022 on Google Play por FingerFun[9]

## Gameguard
GameGuard es una protección antitrucos presente en Mu Online, desarrollada por INCA Internet que previene los códigos no autorizados en los juegos; si GameGuard detecta a un usuario usando un hack o cualquier otra actividad ilegal, se le cerrará el cliente.